# Expo Bicentenario México 2010
La "Expo Bicentenario México 2010" fue una Exposición que conmemorará el Bicentenario de la Independencia de México y el Centenario de la Revolución mexicana, y que mostró la identidad, la historia y el mañana de México. Su sede fue en el Estado de Guanajuato (en el Municipio de Silao en la Zona Metropolitana de León (ZML) , sobre la autopista que lleva a la Capital del Estado.), puesto que fue en Guanajuato en donde se gestó la lucha de la Independencia del País en 1810.
La Exposición contó con la participación de representantes de El Salvador, Venezuela, Argentina, Ecuador, Chile, Bolivia, Paraguay, Colombia y España con exhibiciones sobre sus procesos independentistas. De igual manera, estuvo conformada de siete pabellones temáticos y exposiciones de realidad virtual con motivo del bicentenario de la independencia mexicana.